# Liste der Naturdenkmale in Rodewisch
Die Liste der Naturdenkmale in Rodewisch nennt die Naturdenkmale in Rodewisch im sächsischen Vogtlandkreis.

## Definition
„Naturdenkmäler sind rechtsverbindlich festgesetzte Einzelschöpfungen der Natur oder entsprechende Flächen bis zu fünf Hektar, deren besonderer Schutz erforderlich ist
1. aus wissenschaftlichen, naturgeschichtlichen oder landeskundlichen Gründen oder
2. wegen ihrer Seltenheit, Eigenart oder Schönheit.“

„§ 18 – Naturdenkmäler – (zu § 28 BNatSchG)
(1) Die Erklärung nach § 22 Abs. 1 BNatSchG von Teilen von Natur und Landschaft als Naturdenkmal erfolgt durch Rechtsverordnung oder Einzelanordnung.
(2) Über § 28 Abs. 1 BNatSchG hinaus können Naturdenkmäler zur Sicherung von Lebensgemeinschaften oder Lebensstätten von im Bestand gefährdeten oder streng geschützten Arten festgesetzt werden.“

## Liste
Diese Auflistung unterscheidet zwischen Flächennaturdenkmalen (FND) mit einer Fläche bis zu 5 ha (bei Verordnung nach DDR-Recht auch mehr) und Einzel-Naturdenkmalen (ND).
Link zu einem Kartenansichtstool, um Koordinaten zu setzen.
| Bild | Bezeichnung            | Lage                                          | Beschreibung | Datum | Nummer |
| ---- | ---------------------- | --------------------------------------------- | ------------ | ----- | ------ |
| BW   | Aue des Plohnbachtales | Röthenbach (50° 33′ 16,8″ N, 12° 24′ 27,1″ O) | FND.         | 1997  |        |
| BW   | Bühl in Rützengrün     | Rützengrün (50° 31′ 9,3″ N, 12° 25′ 26,7″ O)  | FND.         | 1940  |        |